# Dominik Oswald
Dominik Oswald (14 de febrero de 1997) es un deportista alemán que compite en ciclismo en la modalidad de trials.
Ganó siete medallas en el Campeonato Mundial de Trials, entre los años 2017 y 2022, y tres medallas en el Campeonato Europeo de Ciclismo de Montaña, entre los años 2018 y 2023.

## Palmarés internacional
| Campeonato Mundial | Campeonato Mundial  | Campeonato Mundial | Campeonato Mundial |
| Año                | Lugar               | Medalla            | Competición        |
| ------------------ | ------------------- | ------------------ | ------------------ |
| 2017               | Chengdu (China)     | Medalla de plata   | Trials 20″         |
| 2017               | Chengdu (China)     | Medalla de plata   | Equipo mixto       |
| 2018               | Chengdu (China)     | Medalla de plata   | Equipo mixto       |
| 2018               | Chengdu (China)     | Medalla de bronce  | Trials 20″         |
| 2019               | Chengdu (China)     | Medalla de oro     | Trials 20″         |
| 2021               | Vic (España)        | Medalla de bronce  | Equipo mixto       |
| 2022               | Abu Dabi ( EAU)     | Medalla de bronce  | Equipo mixto       |
| Campeonato Europeo |                     |                    |                    |
| Año                | Lugar               | Medalla            | Competición        |
| 2018               | Moudon (Suiza)      | Medalla de bronce  | Trials 20″         |
| 2019               | Lucca (Italia)      | Medalla de oro     | Trials 20″         |
| 2023               | Poprad (Eslovaquia) | Medalla de bronce  | Trials 20″         |